# ジルワダイ
ジルワダイ（モンゴル語: J̌ilwadai、生没年不詳）は、13世紀初頭にチンギス・カンに仕えたコンギラト部族長デイ・セチェンの子孫。1276年に生じた「シリギの乱」に呼応して挙兵し、コンギラト部の根拠地の応昌を包囲したが、クビライの派遣した遠征軍によって叛乱は鎮圧されジルワダイは殺された。
『元史』における漢字表記は只児瓦台、只児火台、只里瓦歹、只里斡台、只児瓦䚟、只里瓦帯、只魯瓦歹、折児瓦台など。

## 概要
「シリギの乱」が起こる前、コンギラト部はデイ・セチェンの息子アルチ・ノヤンの息子ナチン・キュレゲンの息子オロチンが当主の座にあった。「張氏先塋碑」によると、ジルワダイはオロチンの弟であったという。
至元13年（1276年）冬、以前よりクビライ政権に不満を抱いていたシリギ、トク・テムルといったトルイ系諸王はアルマリクにて叛乱を起こし、シリギをカアンに推戴してクビライに叛旗を翻した（シリギの乱）。叛乱軍はアルマリクから東に進み、モンゴル高原を制圧しようとしたが、これに呼応して兵を挙げたのがジルワダイであった。
至元14年（1277年）、ジルワダイは兄のオロチンを捕虜としてコンギラト部の根拠地応昌を包囲し、更に北上してシリギ軍と合流しようと企んだ。これに対し、クビライはコンギラトともに「左手の五投下」を構成するウルウト部当主トゴンとマングト部当主ボロカン、新興のキプチャク・アスト兵を率いるセチェン・バアトル、カングス、ウワズ、シクドゥル、バイダル（オイラト人のベクレミシュの指揮下にあった）らがシリギ及びジルワダイの討伐に派遣され、そして耶律元臣や洪茶丘といった人物もこれに従軍した。
ジルワダイと合流しようとしていたトク・テムルは先行してモンゴル高原に到着していたキプチャク軍を率いるトトガクに進路を阻まれ、ジルワダイの下に到着することができなかった。シリギ軍と合流できなかったジルワダイは単独でカラ・カドゥ（懐魯哈都）の地において大元ウルスの軍勢と戦い、敗北した。この時の戦いでは、ジャライル部出身のトゴンが流れ矢を日本受けながら戦い抜くという功績を挙げ、後にクビライより労われている。
敗れたジルワダイは逃れたが耶律元臣がこれを追跡し、魚児濼において捕虜とされた。耶律元臣はこの功績を賞され、この後も応昌に駐屯することになった。
ジルワダイの乱鎮圧に参戦した将軍の多くはここから更に北上し、シリギ、トク・テムル軍の討伐に参加していった。

## コンギラト部デイ・セチェン家
- デイ・セチェン
  - アルチ・キュレゲン（Alči Küregen ＞阿勒赤古咧堅/ālèchì gŭliējiān,الجی كوركان/Āljī kūrkān）
    - チグゥ・キュレゲン（Čiγu Küregen ＞赤古古咧堅/chìgŭ gŭlièjiān,جیکو كوركان/Jīkū kūrkān）
    - オキ・フジン・カトン（Öki füǰin qatun ＞اوکی فوجین خاتون/Ūkī fūjīn khātūn）
    - 昭睿順聖皇后チャブイ・カトン（Čabui qatun ＞察必/chábì,جابون خاتون/Jābūn khātūn）
    - 万戸オチン・キュレゲン（Očin Küregen ＞斡陳/wòchén）
    - ナチン・キュレゲン（Način Küregen ＞納陳/nàchén,ناچین كوركان/Nāchīn kūrkān）
      - 万戸オロチン・キュレゲン（Oločin Küregen ＞斡羅陳/wòluóchén）
        - 貞慈静懿皇后シリンダリ・カトン（Širindari qatun ＞失憐答里/shīliándālǐ）

      - 叛臣ジルワダイ（J̌ilwadai ＞只児瓦台/zhǐérwǎtái）
      - 万戸テムル・キュレゲン（Temür Küregen ＞帖木児/tièmùér）
        - 万戸ディウバラ・キュレゲン（Diwubala Küregen ＞雕阿不剌/diāoābùlà）
          - アリギヤシリ・キュレゲン（Ariγiyaširi Küregen ＞阿里嘉室利/ālǐjiāshìlì）
          - ブダシリ・カトン（Budaširi qatun ＞不答失里/bùdāshīlǐ）

        - 万戸センゲ＝ブラ・キュレゲン（Sengge bura Küregen ＞桑哥不剌/sānggē bùlà）

      - 万戸マンジタイ・キュレゲン（Manǰitai Küregen ＞蛮子台/mánzǐtái）
      - ナムブイ・カトン（Nambui qatun ＞南必/nánbì,نمبوى خاتون/Namubūī khātūn）